# Amunicja bojowa
Amunicja bojowa – amunicja o działaniu niszczącym, obezwładniającym lub specjalnym, przeznaczona do wykonywania zadań bojowych na polu walki.
W zależności od sposobu działania na cel amunicję bojową dzielimy na:
- odłamkową
- burzącą
- przebijającą (większość typów bojowej amunicji strzeleckiej oraz niektóre rodzaje amunicji przeciwpancernej)
- zapalającą
- trującą
- chemiczną
- specjalną
  - dymną
  - oświetlającą
  - sygnałową
  - propagandową